# La prueba (teatro)
La prueba, Proof título original en inglés, es una obra de teatro de David Auburn, estrenada en 2001 y en España en 2002.

## Argumento
Catherine es la hija de un fallecido genio de las matemáticas.Tras el fallecimiento de este su vida empieza a tambalearse debido a su hermana con la que mantiene una tirante relación y por un exalumno de su padre que desea encontrar entre los abundantes papeles de su padre un misterioso trabajo.Pero el problema más importante es ella ya que teme estar perdiendo la razón,o es que acaso habrá heredado el gran potencial de su padre....

## Estreno
- Teatro Marquina, Madrid, 11 de enero de 2002.[2]
  - Dirección: Jaime Chávarri.
  - Adaptación: Juan Jose Arteche.
  - Intérpretes: Cayetana Guillen Cuervo , Santiago Ramos (sustituido por Manuel Tejada), Chusa Barbero, Miguel Hermoso Arnao.

## Otras puestas en escena
- Teatro del Centro Cultural de la Pontificia Universidad Católica del Perú, Lima, 2008.
  - Dirección: Francisco Lombardi
  - Adaptación:
  - Intérpretes: Carlos Gassols, Wendy Vásquez, Vanessa Saba.